# Mount Lloyd
Mount Lloyd är ett berg i Antarktis. Det ligger i Östantarktis. Nya Zeeland gör anspråk på området. Toppen på Mount Lloyd är 3 220 meter över havet.
Terrängen runt Mount Lloyd är kuperad åt nordost, men åt sydväst är den bergig. Trakten är obefolkad. Det finns inga samhällen i närheten.